# Éditions Sandawe
Pour les articles homonymes, voir Sandawe.
Les éditions Sandawe était une maison d'édition belge de bande dessinée communautaire fondée en novembre 2009 par Patrick Pinchart, ancien rédacteur en chef du Journal de Spirou, et Lionel Frankfort. Elle était basée sur le concept du crowdfunding (financement participatif). Son activité prend fin en avril 2019.

## Chronologie
La maison d'édition Sandawe est fondée en novembre 2009 et son fonctionnement est basé sur le crowdfunding (financement participatif).
Le premier album de bande dessinée publié sur la plate-forme est Que Justice soit (mal) faite ! de Maître Corbaque t. 1, par E411 et Zidrou, paru en février 2011. Le roman graphique Il Pennello, par Jean-Marc Allais et Serge Perrotin paraît en août 2011 et, le même mois, Maudit Mardi ! par Nicolas Vadot. Entretemps, d'autres albums furent financés : Le chevalier mécanique (par Cédric Mainil et Mor), Hell West (par Fred Vervisch et Thierry Lamy).
Septembre 2018, le cap des 3.000.000 € collectés est franchi.
Le 12 avril 2019, Sandawe annonce sur son site que, lors d'une assemblée générale extraordinaire en date du mercredi 10 avril 2019, le conseil d'administration de la SA Sandawe a décidé d'arrêter les activités de la société. Sandawe.com et les sites satellites ainsi que les pages dédiées des réseaux sociaux sont donc mis hors-ligne.